# 加藤勝太郎
加藤 勝太郎（かとう かつたろう、1885年〈明治18年〉8月14日 - 1953年〈昭和28年〉8月6日）は、愛知県中島郡大里村（現・稲沢市）出身の実業家（貿易商）。
株式会社加藤商会社長。近代の名古屋は首都圏や京阪神の貿易業者への依存度が高かったが、加藤商会は名古屋市に本社を置いて名古屋港からの直接貿易を標榜し、名古屋における貿易の発展に寄与した。

## 経歴

### 青年時代

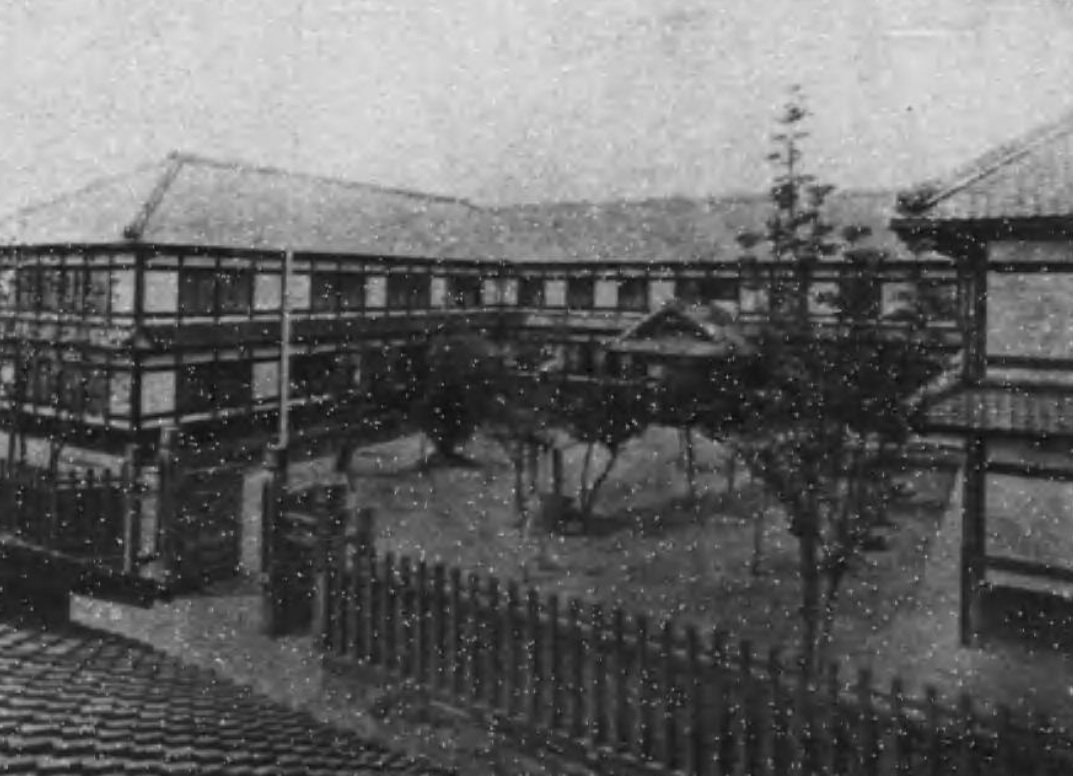
母校の名古屋商業学校

1885年（明治18年）8月14日、愛知県中島郡大里村（現・稲沢市）に生まれた。父は農家の加藤周三郎であり、勝太郎は長男だった。しばらくして加藤家は名古屋市中区に転居し、伊勢山町に時計の製造販売の店を構えた。
父は神戸や横浜に時計の買い付けに赴く際、しばしば門前尋常小学校在学中の勝太郎を同行させた。門前尋常小学校卒業後には愛知県名古屋商業学校（現・名古屋市立名古屋商業高等学校）に進学し、1902年（明治35年）に名古屋商業学校を卒業した。
自身は官立東京高等商業学校（現・一橋大学）への進学を希望していたが、結局は18歳の時に志願して入隊した。除隊後間もない1904年（明治37年）には日露戦争が勃発し、充員召集を受けて第3師団司令部附となった。ポーツマス条約締結後の1906年（明治39年）2月に除隊した時には20歳となっていた。日露戦争への召集によって勲七等に叙せられている。

### 貿易商としての成功

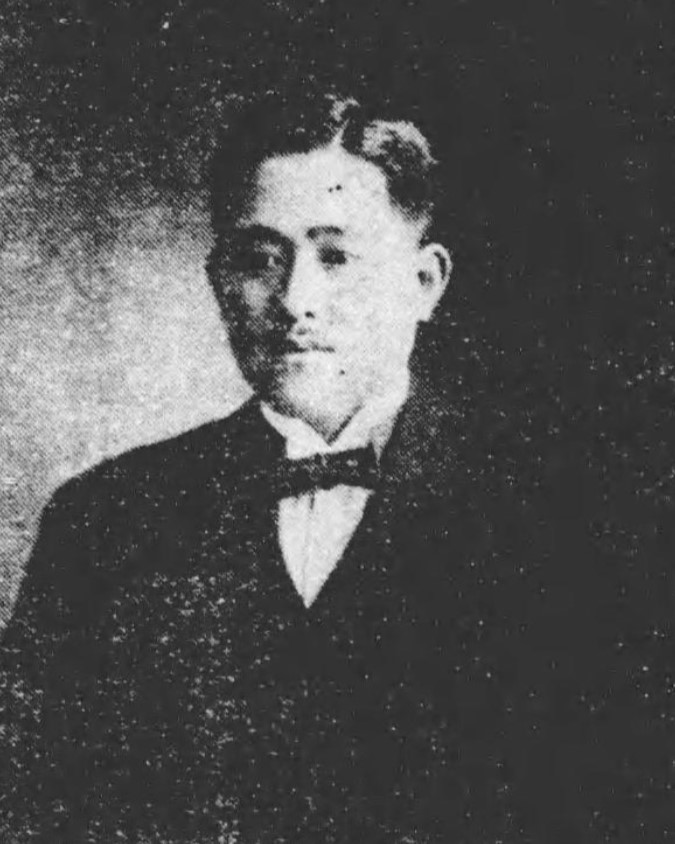
1926年の加藤

加藤は除隊後にも東京での勉強の継続を志していたが、名古屋商業学校の市邨芳樹校長から実地での勉強を勧められた。除隊後すぐの1906年（明治39年）3月には単身でイギリス領香港に渡り、市邨から紹介を受けて太田静男（後の三井物産筆頭常務）とも交流した。香港では中国人宅の2階の一室を間借りし、日本から送られてくるボンボン時計を売りさばいたり、石鹸を日本に送ったりした。この際の経験から加藤は英語と中国語が堪能である。イギリス領海峡植民地（現・シンガポール）やフランス領コーチシナ（現・ベトナム南部）にも渡った。
日本帰国後には加藤商会を設立し、神戸市、東京市、香港、シンガポールに支店を開設した。やがて、従来の家業である時計の製造販売の仕事は親族に譲渡し、天産物の輸出入のみに携わるようになった。1918年（大正7年）には納屋橋東詰の名古屋市西区木挽町8-22に加藤商会の本店を新築した。
1918年（大正7年）前半には米価が急上昇したことで、政府は4月に米価下落のために外米管理令を公布し、三井物産や鈴木商店など7社が第1回農商務省指定商に指定された。愛知県近辺における指定商は加藤商会のみである。7月には本格的な米騒動に発展し、名古屋市では群衆が鶴舞公園に押し寄せるなどして大混乱となった。たまたま外国産米3万俵を積んだ加藤の傭船が名古屋港に入港したため、佐藤孝三郎名古屋市長や松井茂愛知県知事が加藤に窮状を訴えると、加藤は状況の打開を快諾して外国産米を配給に回した。神戸港でも同様の配給を行ったことで、名古屋市長のみならず大阪府知事からも感謝状を贈られている。
1918年（大正7年）5月5日、名古屋国技館で市邨の謝恩会が催された際には、市邨の門下生4000人を代表して加藤が謝恩の辞を述べた。加藤が出した5000円を含めて10数万円が集まり、市邨による名古屋第二女子商業学校の創設につながった。

### 株式会社加藤商会の設立
1920年（大正9年）12月、個人経営だった事業を株式会社化して株式会社加藤商会を設立した。同年には名古屋商工会議所の会員に列せられており、同年から1922年（大正11年）にはヨーロッパ各国を視察して廻った。1929年（昭和4年）には濱口雄幸内閣総理大臣の濱口内閣から米穀調査会の特別委員に任じられ、1921年（大正10年）に施行された米穀法の改正に貢献した。
1931年（昭和6年）には本社を鉄筋コンクリート造3階建のビルに建て替えた（現在の旧加藤商会ビル）。当初の加藤商会はシャム国米の輸入を主たる活動としていたが、1936年（昭和11年）時点では台湾米・雑穀・飼料の輸入を主とし、さらにシャム国など南洋方面への毛織物の輸出を行っていた。1935年（昭和10年）時点の加藤商会の取扱高は年間8000万円にも及んだ。1935年（昭和10年）4月、駐名古屋シャム国名誉領事に任じられた。1936年（昭和11年）時点では名古屋市中区南桑名町5丁目に居を構えていた。
1935年（昭和10年）時点の加藤商会は名古屋市に本店を有し、神戸支店（兵庫県神戸市栄町通り4丁目）、台北支店（日本領台湾・台北市港町1丁目）、香港支店（イギリス領香港・中環皇后大道14号）、大阪出張所（大阪府大阪市西区土佐堀1丁目）、那覇出張所（沖縄県那覇市通堂町1丁目）、大連出張所（満洲国・大連市山県通り224）、高雄出張所（日本領台湾・高雄市新浜町）を有していた。1937年（昭和12年）時点の加藤商会の取扱品目は米、小麦、小麦粉、飼料、砂糖、ゴム、綿花、麻袋、綿布、毛織物、人絹、製飴、製油原料などと多岐に渡っていた。

### 名古屋財界での活躍

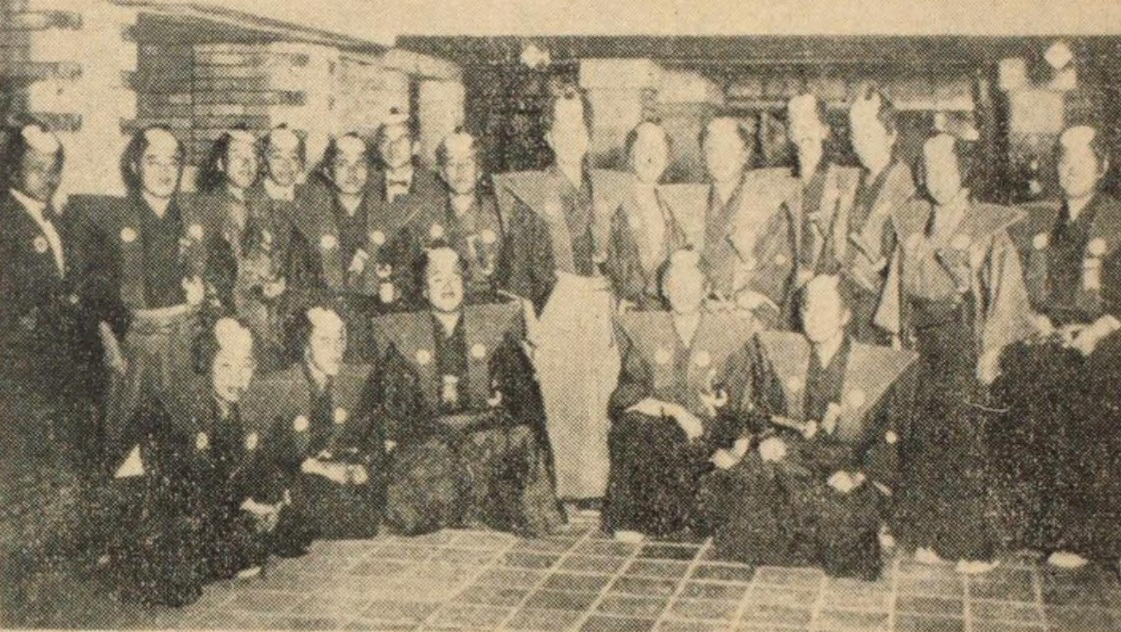
名古屋ロータリークラブの仮装大会
（加藤は後列右から5人目、後列中央は伊藤祐民）

1936年（昭和11年）に名古屋商工会議所の岡谷惣助会頭が辞任し、副会頭の青木鎌太郎が会頭に昇格した際には、高松定一のほかに加藤も副会頭の候補に挙げられた。1943年（昭和18年）9月21日には評議員に選任された。
戦後の1946年（昭和21年）9月16日に社団法人名古屋商工会議所が設立されると、加藤は常議員に選任された。1947年（昭和22年）7月9日に常議員を退任した。1947年（昭和22年）2月4日に名古屋貿易会が設立されると、発起人会世話人を務めていた加藤が初代会長に就任した。
1953年（昭和28年）時点では東京都港区高輪北町に居を構えていた。茶道やゴルフを趣味としていた。1953年（昭和28年）8月6日に死去した。

## 職歴

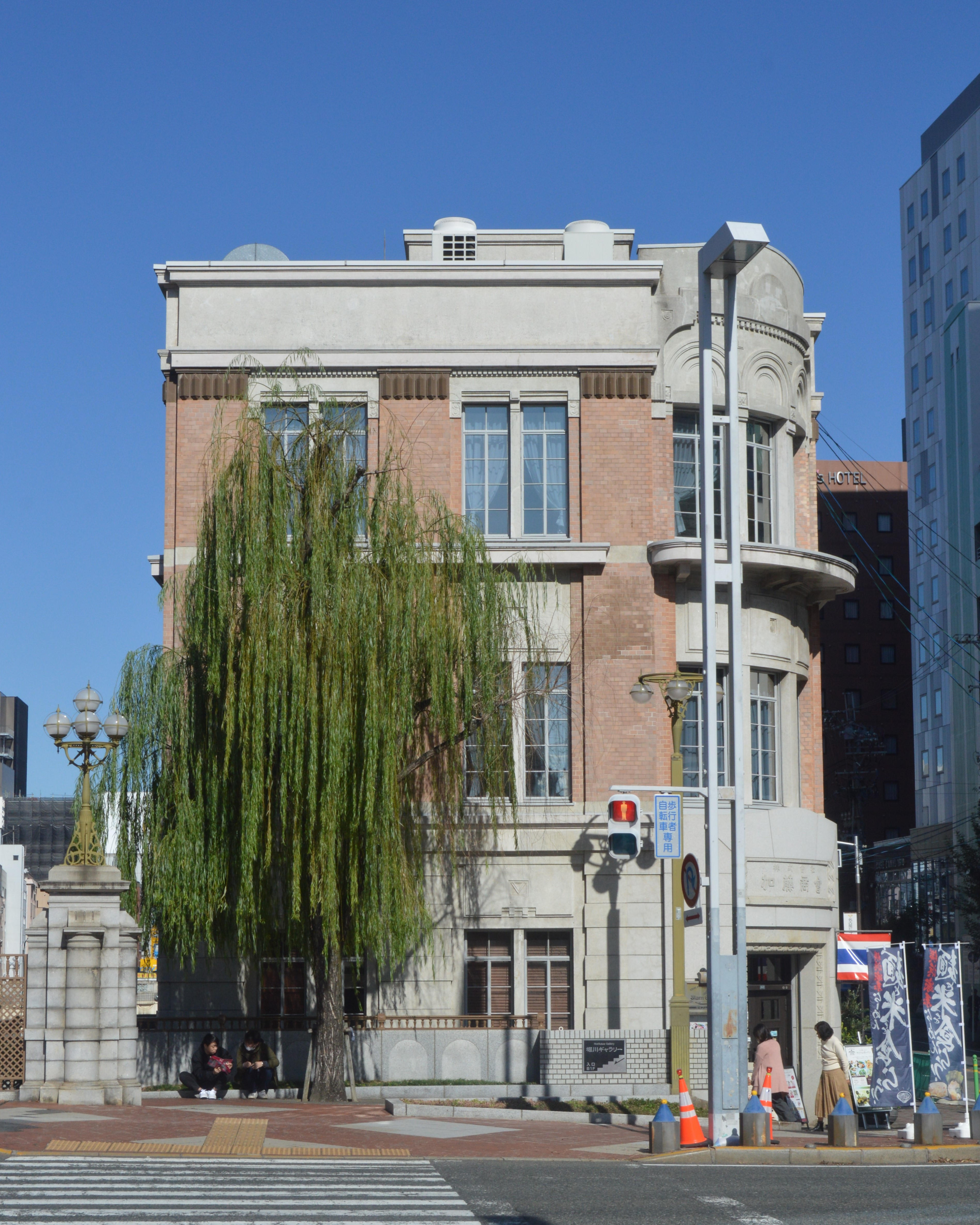
2023年の加藤商会ビル

### 公職
- 名古屋商工会議所 貿易部長[5]
- シャム国名誉領事[18][5]
- 愛知県東亜輸出組合 理事長[18]
- 名古屋貿易協会 会長[18]
- 南洋協会 理事[18]
- 全日本貿易連盟 副会長[18]
- 暹羅協会 評議員[18]
- 名古屋日暹協会 副会長[18]

### 役職

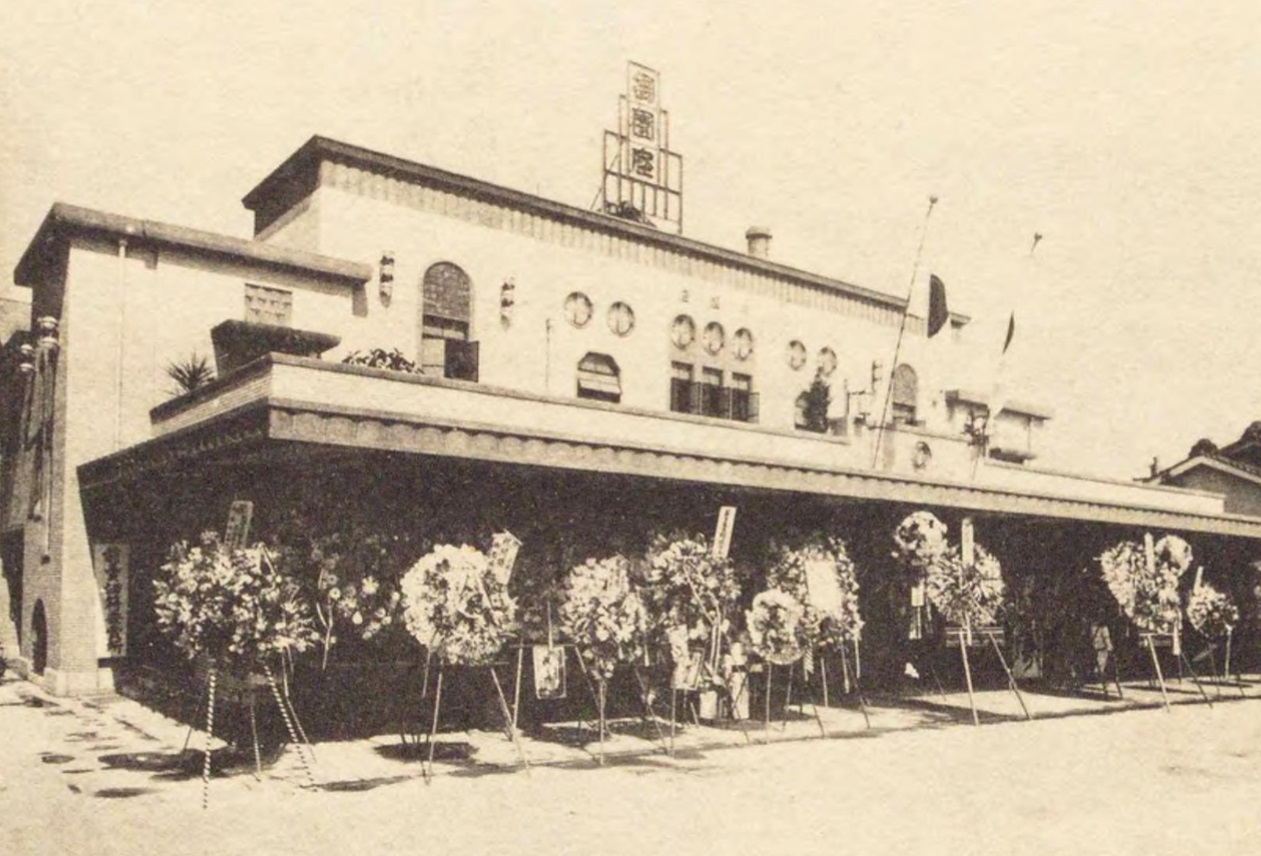
名古屋劇場株式会社

以下の企業のほかに、愛知時計電機、愛知銀行、横浜正金銀行、名古屋鉄道、八重垣劇場、名古屋銀行、住友化学、住友信託、住友銀行、三井銀行、第一銀行、松坂屋、東邦電力、大同電力、東京高速鉄道、国際電話、昭和毛糸紡績、東邦瓦斯、名古屋製陶所などの企業とは持ち株を通じて関係を有していた。愛知時計製造社長で名古屋商工会議所会頭も務めた青木鎌太郎とは親密な関係を築いた。
- 株式会社加藤商会 社長[18][5]
- 野上式織機株式会社 取締役[18][5]
- 愛知県農工銀行 取締役[18][5]
- 八勝俱楽部 取締役[18][5]
- 名古屋観光ホテル 取締役[18][5]
- 名古屋劇場株式会社 取締役[18][5]
- 名古屋ゴルフ俱楽部 取締役[18][5]
- 東郊住宅株式会社 取締役[18][5]
- 豊国セメント株式会社 取締役[18][5]
- 愛知化学工業株式会社 取締役[18]
- 中央信託株式会社 監査役[18]
- 三河水力電気株式会社 監査役[18][5]
- 大正産業株式会社 監査役[18][5]